# Jaguar XJR-7
La Jaguar XJR-7 è una vettura da competizione schierata dalla casa automobilistica britannica Jaguar nel Campionato IMSA GT, prodotta dal 1985 al 1988, venendo in seguito sostituita con la Jaguar XJR-9. La vettura montava un motore V12 condiviso e derivato dalla Jaguar XJ-S.

## Caratteristiche tecniche
La vettura è costituita da un telaio monoscocca in alluminio a nido d'ape dotato di rinforzi in kevlar ospita, come elemento collaborante alla ripartizione delle sollecitazioni, un motore V12 montato longitudinalmente in posizione centrale.
La carrozzeria, studiata nella galleria del vento di proprietà della Williams, presenta un sottoscocca progettato ispirandosi ai profili alari e declinato in due versioni, una per piste veloci e a basso carico e una specifica per piste più lente con necessità di maggiori carichi.
Il propulsore, caratterizzato da un angolo fra le bancate di 60°, è realizzato interamente in alluminio ed ha una cubatura totale di 5.955cc; dotato di due valvole per cilindro e distribuzione SOHC accoppiata ad una iniezione elettronica Lucas, è in grado di sviluppare una potenza di 600CV trasmessa all'asse posteriore tramite un cambio Hewland a 5 rapporti.
Provvista di sospensioni a doppio braccio oscillante con ammortizzatori di tipo coilover e sterzo a pignone e cremagliera la vettura, in ordine di gara, ferma l'ago della bilancia a 943Kg.

## Esemplari
La vettura è stata costruita in un totale di 5 esemplari tutti affidati alla scuderia Group 44.

### XJR-7/001
Questo telaio ha debuttato nel 1985, condotto da Bob Tullius e Chip Robinson cogliendo il 4º posto alla 3 Ore di Daytona; utilizzato fino al 1988 ha partecipato a 19 competizioni.
I migliori risultati furono i due terzi posti della coppia Redman/Haywood, uno alla 3 Ore di West Palm Beach e uno all 300 Km di Sears Point del 1986, e la vittoria di Haywood/Morton alla 3 Ore di West Palm Beach nel 1987.

### XJR-7/002
Dopo il 24º posto al debutto, ottenuto alla 24 Ore di Daytona 1986 con Schuppan/Redman/Haywood, la vettura è stata utilizzata in altri 10 eventi conquistando la terza piazza alla 500 KM Columbus del 1986 con Redman/Haywood, la vittori alla 3 Ore di Daytona 186 con Tulluis/Robinson e la vittoria alla 500km di Riverside del 1987 con Haywood/Morton.

### XJR-7/003
Telaio impiegato per la sola stagione 1986 dalla coppia Tullius/Robinson, ha ottenuto, come migliori risultati, due secondi posti rispettivamente alla 500km Mid-Ohio e alla 300 km di Portland.

### XJR-7/004
Anche questa vettura è stata utilizzata per la sola stagione 1986, partecipando ad un totale di 5 eventi, con miglior risultato il 4ºposto di Tullius/Robinson alla 500km di Road Atlanta.

### XJR-7/005
L'ultimo telaio XJR-7 realizzato ha visto il via ad una sola gara, chiudendo, pilotata da Tullius/Hywood/Morton al 54º posto la 24 Ore di Daytona.

## Palmarès
- 3 Ore di Daytona 1986[9][10]
- 500 km di Riverside 1987
- 3 Ore di West Palm Beach 1987[11]